# Baldwin City
Baldwin City és una població dels Estats Units a l'estat de Kansas. Segons el cens del 2000 tenia 3.400 habitants.

## Demografia
Segons el cens del 2000, Baldwin City tenia 3.400 habitants, 1.077 habitatges, i 774 famílies. La densitat de població era de 605 habitants per km².
Dels 1.077 habitatges en un 39,6% hi vivien nens de menys de 18 anys, en un 57,8% hi vivien parelles casades, en un 10,4% dones solteres, i en un 28,1% no eren unitats familiars. En el 24,8% dels habitatges hi vivien persones soles el 10% de les quals corresponia a persones de 65 anys o més que vivien soles. El nombre mitjà de persones vivint en cada habitatge era de 2,59 i el nombre mitjà de persones que vivien en cada família era de 3,1.
Per edats la població es repartia de la següent manera: un 25,3% tenia menys de 18 anys, un 21,8% entre 18 i 24, un 24,2% entre 25 i 44, un 17,4% de 45 a 60 i un 11,2% 65 anys o més.
L'edat mediana era de 28 anys. Per cada 100 dones de 18 o més anys hi havia 90,5 homes.
La renda mediana per habitatge era de 43.269 $ i la renda mediana per família de 51.667 $. Els homes tenien una renda mediana de 37.111 $ mentre que les dones 25.850 $. La renda per capita de la població era de 16.698 $. Entorn del 5,6% de les famílies i el 7,6% de la població estaven per davall del llindar de pobresa.

## Poblacions properes
El següent diagrama mostra les poblacions més properes.